# Cantó de Maulion de Varossa
El cantó de Maulion de Varossa és un cantó francès del departament dels Alts Pirineus, situat al districte de Banhèras de Bigòrra. Té 25 municipis i el cap cantonal és Maulion de Varossa.

## Municipis
- Anlar
- Antishan
- Avèus
- Bertren
- Brauvaca
- Casarilh
- Creishèths
- Esbarèish
- Harrèra
- Gaudent
- Gembria
- Ilhèu
- Isaort
- Loras de Varossa
- Maulion de Varossa
- Orda
- Sàcoe
- Senta Maria de Varossa
- Seleishan
- Samuran
- Sarp
- Siradan
- Sòst
- Teve
- Trobath

## Història
| Data d'elecció                           | Identitat          | Partit | Qualitat |
| ---------------------------------------- | ------------------ | ------ | -------- |
| 1985-                                    | François Fortassin | PRG    |          |
| les dades anteriors no són pas conegudes |                    |        |          |
|                                          |                    |        |          |

## Demografia
| 1962  | 1968  | 1975  | 1982  | 1990  | 1999  | 2006  |
| ----- | ----- | ----- | ----- | ----- | ----- | ----- |
| 3.259 | 3.222 | 2.902 | 2.681 | 2.644 | 2.708 | 2.843 |